# Histoire de Corinthe dans l'Antiquité
VIIIe siècle av. J.-C. – 338 av. J.-C. (cité indépendante)
338 av. J.-C. – 146 av. J.-C. (cité intégrée)
44 av. J.-C. (colonie romaine)
Entités précédentes :
- Siècles obscurs

Entités suivantes :
- Royaume de Macédoine
- République romaine

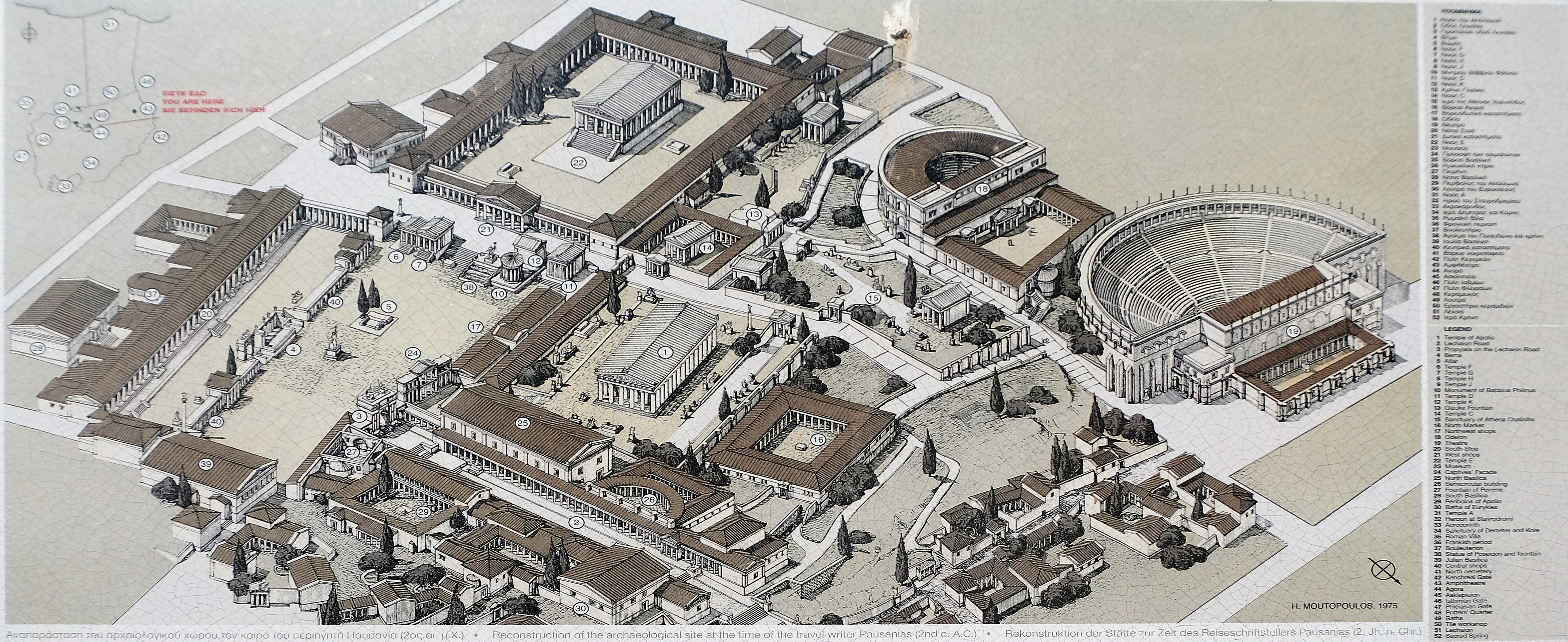
Reconstitution de Corinthe.

Corinthe (en grec ancien : Κόρινθος, Kórinthos) est une ancienne cité-État (polis) située sur l'isthme de Corinthe, l'étroite bande de terre reliant la péninsule du Péloponnèse au reste de la Grèce continentale, à mi-chemin entre Athènes et Sparte. La ville moderne de Corinthe se trouve à environ cinq kilomètres au nord-est des ruines antiques. Depuis 1896, des fouilles archéologiques systématiques menées par l'école américaine d'études classiques à Athènes ont mis au jour des pans entiers de l'ancienne cité, et des fouilles plus récentes, entreprises par le ministère grec de la Culture, ont mis en lumière de nouvelles découvertes archéologiques d'une importance fondamentale dans la compréhension du monde de la Grèce antique.
Corinthe est l'une des rares grandes cités grecques de l'Antiquité à n'avoir jamais développé de politique impérialiste. Elle cherche surtout à s'enrichir par le commerce et défend sa liberté face aux intentions hégémoniques des autres cités grecques, puis contre les velléités macédoniennes, achéennes et enfin romaines. Après sa destruction par la République romaine en 146 avant notre ère, la cité ressuscite sous l'Empire romain et prospère grâce à la colonisation et à la Pax Romana avant d'être à nouveau éclipsée à la fin de l'Antiquité tardive. La Corinthe antique était une des villes les plus grandes et les plus importantes de la Grèce, avec une population de 90 000 âmes vers 400 av. J.-C. Lors de sa refondation en 44 av. J.-C., les Romains construisent une nouvelle ville sur l'ancienne et en font la capitale de la province d'Achaïe dans les décennies suivantes.

## Histoire

### Préhistoire et mythes fondateurs
La céramique néolithique suggère que le site de Corinthe est occupé dès 6500 av. J.-C. au plus tard, et de manière continue depuis l'âge du bronze ancien, époque à laquelle, selon certaines hypothèses, elle prospère en tant que centre d'échanges et de commerce. Cependant, on observe une forte diminution du nombre de vestiges céramiques durant la phase helladique ancienne. Il semble donc que la région a été très faiblement peuplée lors de la période précédant immédiatement celle de la civilisation mycénienne bien qu'elle ait probablement accueilli une ville-palais à l'image de Mycènes, Tirynthe ou Pylos. Alors que le nombre de poteries est négligeable sur le site de Corinthe, on en retrouve sur la côte, près de Léchaion, ce qui témoigne de la persistance des échanges commerciaux à travers le golfe de Corinthe ; le site de Corinthe lui-même est massivement réinvesti vers 900 av. J.-C., année autour de laquelle les Doriens s'y seraient installés.
Selon le mythe corinthien tel que rapporté par Pausanias, la ville est fondée par Corinthe (héros éponyme), un descendant du dieu Zeus, tandis que d'autres mythes attribuent la fondation de la cité à la déesse Éphyra, fille du titan Océan, d'où son nom primitif (Éphyra). Selon le mythe, Sisyphe serait le fondateur de la lignée des premiers rois de Corinthe. C'est également dans cette ville que Jason, meneur des Argonautes, a abandonné Médée. Le Catalogue des vaisseaux de l'Iliade mentionne les Corinthiens parmi les participants à la guerre de Troie sous la conduite d'Agamemnon.
Dans un autre mythe rapporté par Pausanias, Briarée, l'un des Hécatonchires, était l'arbitre d'un litige opposant Poséidon, dieu de la mer, à Hélios, dieu du soleil. Son verdict est que l'isthme de Corinthe, proche de la mer, appartiendrait à Poséidon, tandis que l'acropole (Acrocorinthe), au plus près du ciel, reviendrait à Hélios.
Un énième mythe transmis par Pausanias explique que Sisyphe rapporta au dieu Asopos que Zeus avait enlevé sa fille Égine. En compensation, le dieu-fleuve fit surgir l'eau qui alimente la fontaine Pirène entre les murs de l'acropole. Le cheval ailé Pégase s'y posa et but à la source où il finit par être capturé et apprivoisé par le héros corinthien Bellérophon.

### L'Époque archaïque

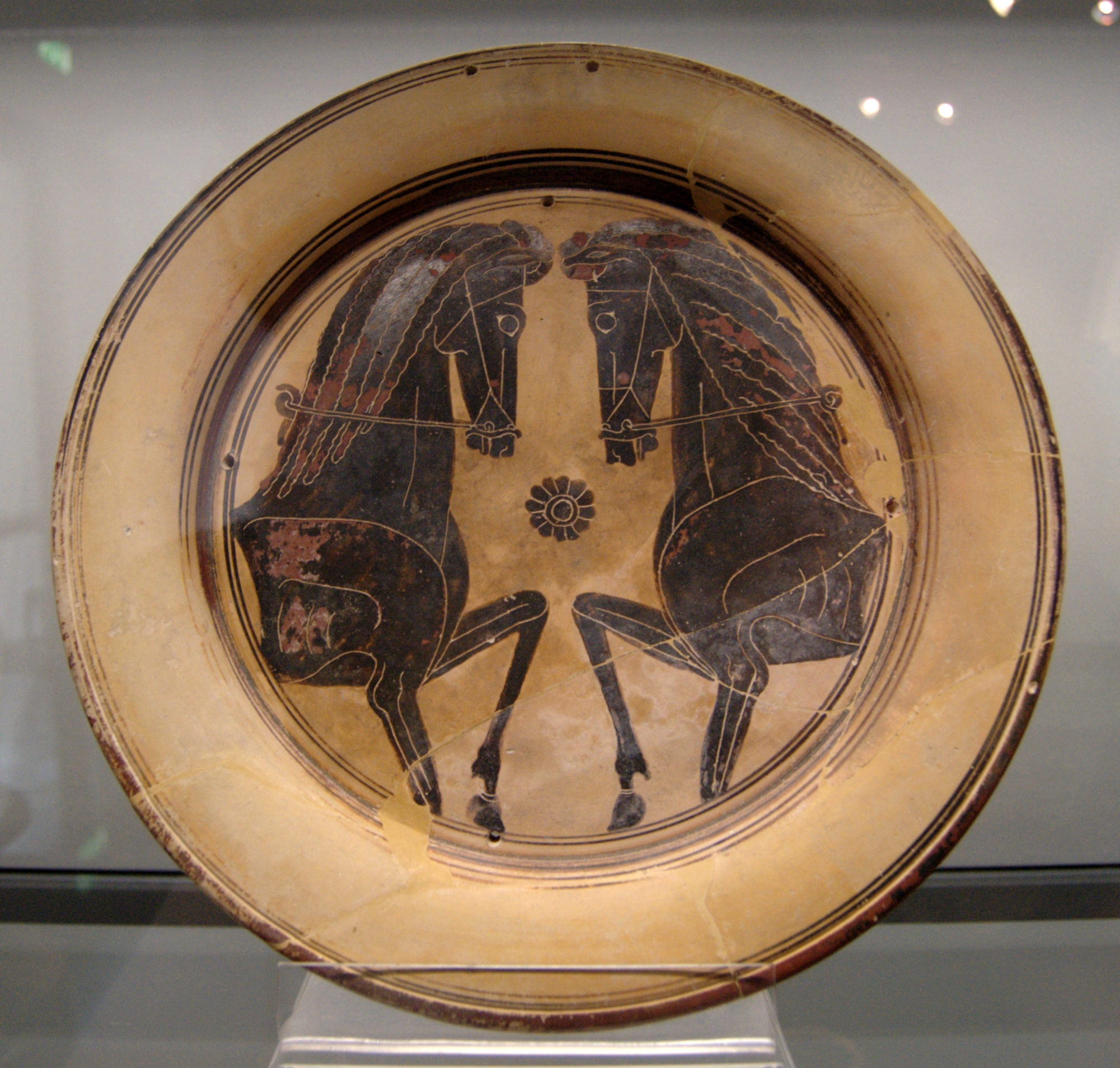
Têtes de chevaux. Assiette corinthienne à figures noires, 600-575 av. J.-C.

Au cours du VIIIe siècle, Corinthe comme un grand nombre de cités grecques est touchée par une certaine renaissance et un essor démographique. Si l’organisation urbaine semble encore assez peu structurée, sans grand bâtiment public, l’étude de la nécropole indique une réorganisation sociale où les tombes ne sont plus réservées à l’aristocratie. La renaissance du VIIIe siècle touche aussi les sanctuaires religieux avec l’édification des premiers grands temples comme celui d’Héraion de Perachora à proximité de Corinthe et l’art avec l’apparition de la céramique orientalisante de Corinthe et le Protocorinthien vers 720. Le Protocorinthien évolue vers le Corinthien aux motifs exotiques vers 625.
Sur le plan économique, Corinthe étend ses échanges, initialement limité autour du golfe de Corinthe, vers la Thessalie, l’Épire et l’Illyrie dans le but sans doute d’obtenir des métaux, en particulier le bronze que la cité commence à travailler vers 750.

#### Corinthe sous les Bacchiades
Les Bacchiades (du grec ancien: Βακχιάδαι Bakkhiadai) sont un clan dorique très soudé pratiquant l'endogamie. Ils deviennent le groupe dirigeant à l'époque archaïque de Corinthe aux VIIIe et VIIe siècles avant notre ère, une période d'expansion pour la cité de Corinthe. Le nom de la dynastie provient du roi de Corinthe Bacchis, possiblement le premier roi de cette dynastie. La fortune à l'origine de leur pouvoir pourrait provenir des taxes qu'ils pratiquaient sur les marchands qui traversaient la Méditerranéenne via l'isthme de Corinthe. Le clan se réserve la royauté et les fonctions politiques de Prytane et militaire de Polémarque,,. La politique des Bacchiades permet le développement des échanges commerciaux. Ils font construire un port sur le golfe Saronique et un autre sur le golfe de Corinthe et créent des comptoirs. En 748, le dernier roi bacchiade, Télestès, est assassiné.
Cependant, les Bacchiades, conservent des magistratures importantes comme la fonction de prytane. Et de 747 à 650, Corinthe devient un état unifié. Un grand nombre de bâtiments et de monuments sont construits à cette époque. En 733 av. J.-C., Corinthe établit des colonies à Corcyre, à Potidée et à Syracuse. Cette dernière a pour fondateur, peut-être mythologique, Archias de Corinthe. En 730 av. J.-C., Corinthe est devenue une ville grecque développée. Cependant, alors que Corinthe est impliquée dans les guerres avec Argos et Corcyre, le mécontentement de la population grandit à l’égard de ses dirigeants. La victoire de Corcyre sur Corinthe en 664 dégrade encore la situation. Vers le milieu ou la seconde moitié du VIIe siècle av. J.-C. (la datation traditionnelle de 658/7 est discutée), les Bacchiades sont définitivement expulsés par le polémarque Cypsélos, qui devient tyran. Une partie des Bacchiades s'installe alors à Tarquinia en Étrurie. Ils seraient selon une légende à l'origine de la dynastie des rois étrusques,.

#### Corinthe à l'époque des tyrans

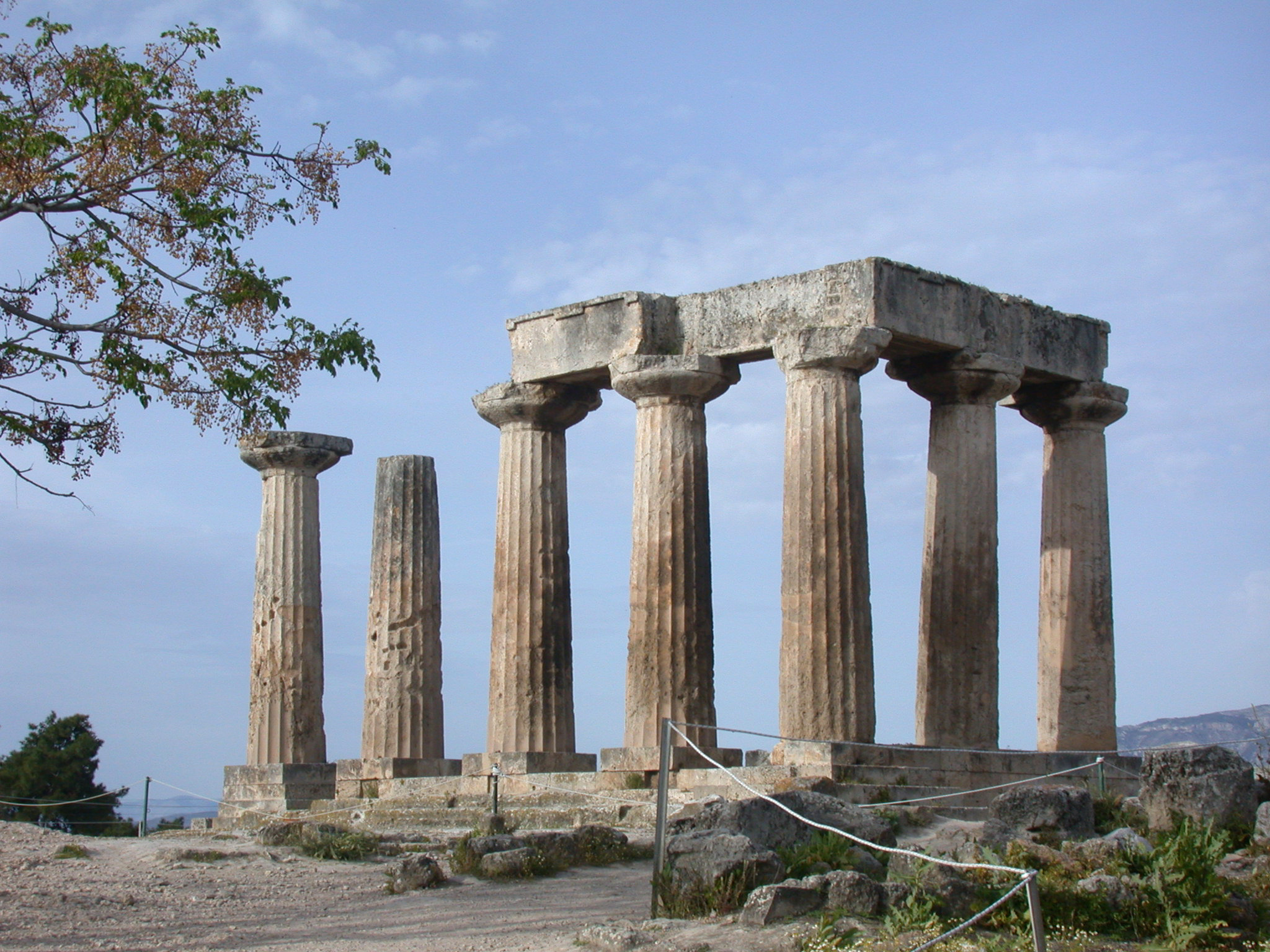
Temple d'Apollon à Corinthe.

L'augmentation de la richesse et le développement des relations commerciales perturbent les structures sociales des cités-États grecques qui ont alors tendance à renverser les dynasties des rois prêtres ; Corinthe, la plus riche des polis archaïques, ouvre la voie à ce changement. Les tyrans prennent le pouvoir avec le soutien populaire. Tout en respectant les lois et coutumes existantes, les tyrans entretiennent, un culte de la personnalité qui se substitue au pouvoir d’origine divine des anciennes maisons royales.
Cypsélos, ou Kypsélos (grec : Κύψελος), devient donc le premier tyran de Corinthe au cours du VIIe siècle av. J.-C. De 658 à 628, Cypsélos, qui a éliminé l'aristocratie des Bacchiades du pouvoir, règne pendant trois décennies. Il fait construire des temples à Apollon et à Poséidon vers 650 av. J.-C. Il augmente également le commerce avec les colonies en Italie et en Sicile. Souverain populaire, contrairement à de nombreux tyrans plus tard, il n'a pas besoin d'un garde du corps et il est l’un des rares à mourir de cause naturelle. Lors du règne du tyran Cypsélos (r. 657-627 av. J.-C.) et de son fils Périandre (627-585 av. J.-C., la ville envoie des colons fonder de nouvelles colonies: Épidamne (aujourd'hui Durrës, Albanie), Ambracie (aujourd'hui ville de Leucade), et Anactorion. Périandre fonde également Apollonie en Illyrie (Fier, en Albanie actuelle) et Potidée (en Chalcidique) vers 600. Corinthe est aussi l'une des neuf villes grecques à l'origine de la fondation de la colonie à Naucratis en Égypte antique. Naucratis est créée pour permettre de faire face au volume croissant des échanges entre le monde grec et l'Égypte pharaonique, pendant le règne du pharaon Psammétique Ier de la XXVIe dynastie égyptienne.

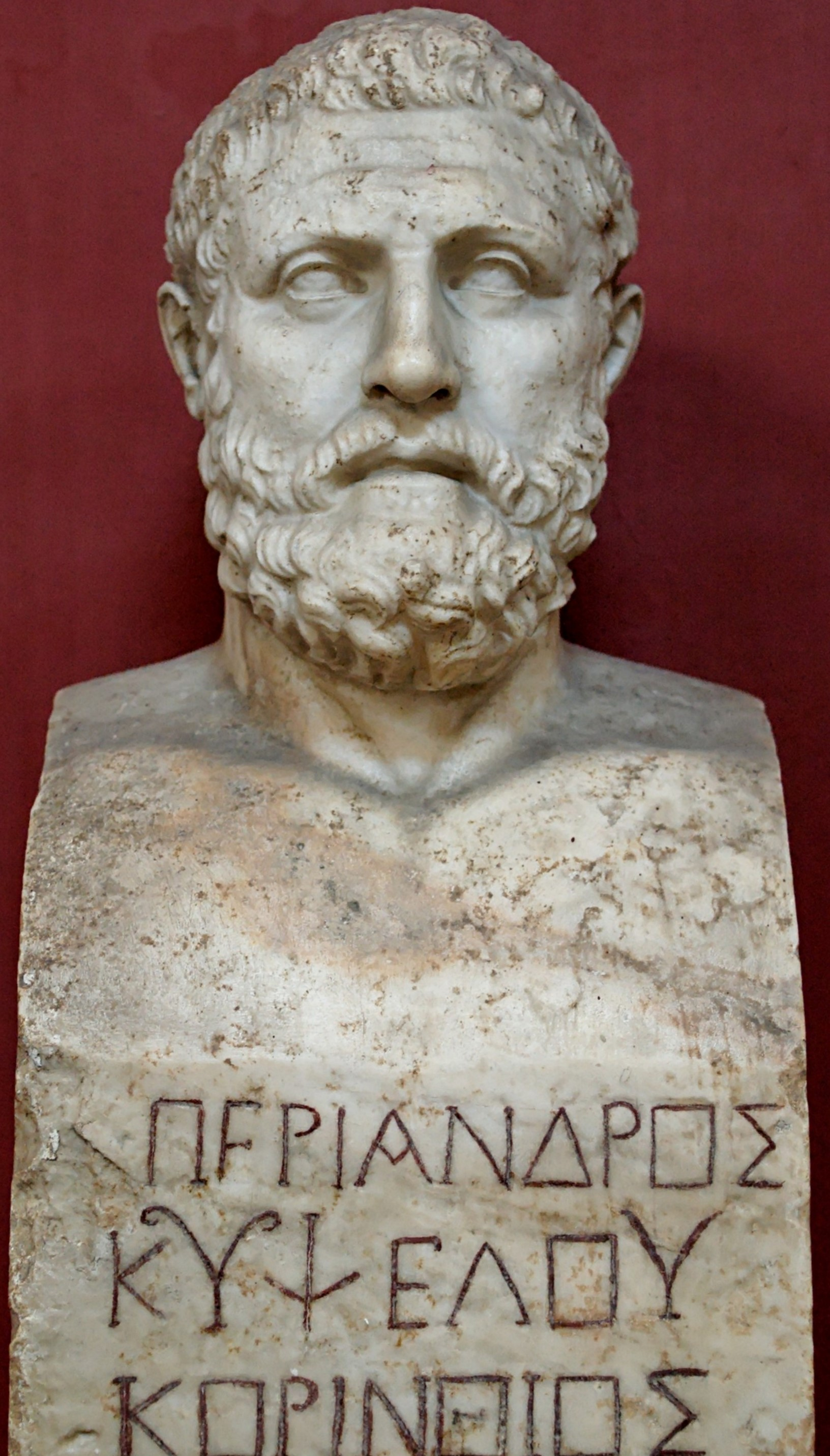
Périandre.

Périandre, son fils qui lui succède en 627, est considéré comme l'un des Sept Sages de la Grèce. Pourtant, selon Hérodote et Aristote, il appuya son pouvoir sur la plèbe et réprima violemment les velléités aristocrates. Pendant son règne, les premières monnaies corinthiennes sont frappées à l'image de Pégase. Il fut le premier à tenter de percer l'isthme afin de permettre la circulation des navires entre le golfe de Corinthe et le golfe Saronique. Il doit abandonner l'entreprise en raison des difficultés techniques extrêmes, mais il fait construire le Diolkos qui permettait aux navires de traverser l'isthme de Corinthe par voie terrestre. Sur le plan militaire, Périandre conquiert les cités d'Épidaure et de Corcyre. Lycophron, son fils, l’accusa de l’assassinat de sa mère. Périandre l'exila à Corcyre où il fut assassiné quelque temps plus tard par la population. Périandre meurt peu après, en 585. Le pouvoir passe entre les mains de son neveu Psammétique qui lui succède. Mais ce dernier est assassiné en 581, mettant ainsi fin à cette dynastie des Kypsélides.
La tyrannie est remplacée par une oligarchie modérée, qui développe au milieu du Ve siècle la fabrication et le commerce de céramique et de bronze tout en entretenant des relations pacifiques avec Sparte et Athènes. Corinthe continue d’ailleurs à être la plus importante cité exportatrice de vases jusque vers 570-550. C'est à cette époque que débutent les premiers Jeux isthmiques. Entre 550 et 525, l’antagonisme croissant entre Argos et Corinthe incite cette dernière à se rapprocher de Sparte et elle entre dans la Ligue du Péloponnèse. Vers 519, Corinthe intervient comme médiateur entre Athènes et Thèbes. Au cours du VIe siècle, la cité développe la Trière sur la base de la Pentécontère, peut-être sous l’influence de l’architecte naval Améinoclès, un nouveau type de navire qui va se généraliser dans les marines de la Méditerranée jusqu'à la fin de l’Empire romain. Corinthe devient un haut lieu de la construction navale et une des premières puissances maritimes de la Grèce antique.

### L'époque classique
À l'époque classique, Corinthe rivalise avec Athènes et Thèbes. Sa position géographique sur l’isthme de Corinthe lui permet de contrôler une partie du commerce qui transite entre le Péloponnèse et la Grèce continentale, de même qu’entre la Méditerranée orientale et occidentale. Jusqu'au milieu du VIe siècle, Corinthe est aussi un exportateur majeur de céramique attique à figures noires dans le monde grec avant la domination de la poterie athénienne.
La cité est aussi réputée pour ses hétaïres (prostituées du temple). En effet, Corinthe, possède un temple dédié à la déesse Aphrodite, la déesse de l'amour, emploie quelque mille hétaïres. Ces dernières servent les riches marchands et les hauts magistrats vivants ou voyageant dans et hors de la ville. La plus célèbre d'entre elles, Laïs de Corinthe, grâce à sa beauté et ses talents, facturait extrêmement cher ses faveurs.
C’est à cette époque qu’émerge l’ordre corinthien, le troisième ordre de l'architecture classique après le dorique et l’ionique. L'ordre corinthien était le plus complexe des trois, exprimant l'accumulation des richesses et le mode de vie luxueux en cours dans la cité-état antique, en opposition à l'ordre dorique exprimant un mode de vie plus strict et simpliste des anciens Doriens comme les Spartiates. L'ordre ionique était lui l’expression d’un équilibre fidèle à la philosophie et l'harmonie des Ioniens comme les Athéniens.
La ville possède deux ports principaux, l'un dans le golfe de Corinthe et l’autre dans le golfe Saronique, au service des routes commerciales respectivement de l'ouest et l'est de la Méditerranée. Dans le golfe de Corinthe le port de Léchaion relie la ville à ses colonies occidentales (en grec: apoikoiai) et la Grande-Grèce, tandis que dans le golfe Saronique, le port de Cenchrées sert les navires en provenance d'Athènes, de l'Ionie, de Chypre et du reste du Levant. Les deux ports accueillent l’importante flotte de guerre de la cité. Son influence lui permet de servir de médiateur entre Syracuse et Gela en 491.
Pendant les années 481 à 480 av. J.-C., une conférence à Sparte puis le premier Congrès des Grecs tenu à Corinthe en 481 établissent la Ligue hellénique, qui rallie les Grecs sous la direction des Spartiates dans les guerres médiques contre la Perse. Si Corinthe est peu présente lors de la première guerre médique, elle participe plus activement à la seconde guerre médique avec l'envoi de 400 soldats pour tenter de défendre les Thermopyles, aligne quarante navires de guerre à la bataille de l'Artémision puis à Salamine sous la direction de l'amiral Adimantos de Corinthe et 5000 hoplites à la bataille de Platées. Hérodote, souvent critique à l’égard des Corinthiens, les décrit comme les meilleurs combattants du monde grec après les Athéniens.
Après la défaite des Perses, en 479-478, Corinthe s'inquiète des fortifications menées à Mégare et Egine par Athènes. Corinthe s'oppose encore à Mégare, pourtant membre de la ligue du Péloponnèse, pour des litiges frontaliers. Mégare cherche alors la protection d'Athènes et se rallie à la Ligue de Délos en 460. Athènes envoie des troupes en 459. C'est à partir de cet épisode que naît l'hostilité entre Corinthe et Athènes qui va perdurer dans les décennies suivantes. Le conflit entre Mégare et Corinthe est aussi une des causes de la première guerre du Péloponnèse, qui se déroule entre 460 et 446. La question pour savoir qui a ouvert en premier les hostilités entre Corinthe et Athènes est partagée entre les historiens, mais c'est Corinthe qui l'emporte initialement à Halieis au sud de l’Argolide en 459 avec ses alliés Epidauriens. Après cet échec, Athènes vainc les flottes combinées d'Égine, Épidaure et Corinthe lors de la bataille d'Égine en 458, près de Kékryphaleia, et enchaine une série de victoires comme à la bataille d'Œnophyta qui lui permet de dominer la Béotie à partir de 457. Devant l'épuisement de Corinthe et l'incapacité d'agir des Spartiates, un premier armistice est conclu en 451. Avec ces victoires, Athènes devient la première puissance maritime et terrestre du monde grec. Mais la bataille de Coronée, 446 av. J.-C., met fin à la domination athénienne dans la région et amène à la paix de Trente Ans qui conduit entre autres au retour de Mégare dans la ligue du Péloponnèse.

#### La guerre du Péloponnèse

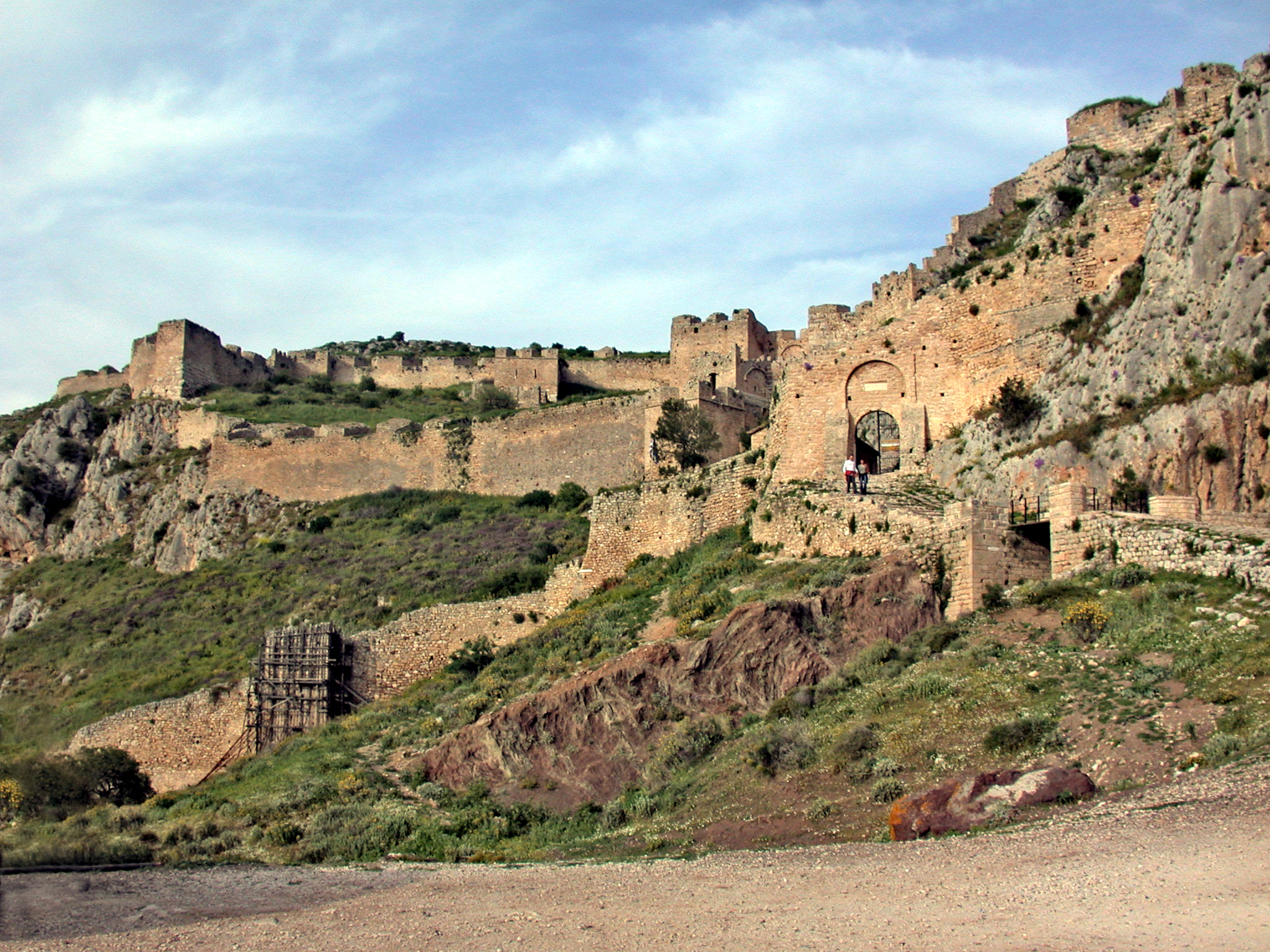
L'Acrocorinthe

Les différends entre Athènes et Corinthe prennent une place importante dans les causes qui menèrent à la guerre du Péloponnèse. La ligue du Péloponnèse repose essentiellement sur l’opposition à Athènes. Et dans la ligue, Corinthe se montre comme l’un des adversaires les plus farouches à Athènes, mettant constamment la pression sur Sparte pour agir. Si la peur de l’assujettissement et de la domination politique est importante pour Corinthe, les raisons économiques ne sont pas négligeables dans les causes du conflit. L’hégémonie athénienne sur mer, qui impacte déjà la cité de Mégare, inquiète Corinthe au sujet de son propre commerce.
Une guerre civile éclate en 435 à Épidamne, colonie de Corcyre, cité fondée par Corinthe. Devant l’inaction de Corcyre, Épidamne fait appel à Corinthe qui envoie des soldats. En 433, Athènes s’allie alors avec Corcyre contre Corinthe et envoie des soldats. Mais ces derniers, insuffisants en nombre, ne peuvent empêcher la victoire de Corinthe lors de la bataille navale au large des îles Sybota. Toujours en 433, Athènes fait pression sur Potidée, une ancienne colonie de Corinthe, alors membre de la Ligue de Délos, pour expulser les magistrats corinthiens. Potidée refusant, Athènes décide d’assiéger la cité. Corinthe, qui n'entend pas laisser assiéger son allié sans réagir, envoie à son tour une armée de 2 000 hommes avec à sa tête Aristéas. La bataille de Potidée qui s'ensuit, en 432, ne permet pas de libérer la cité, et les troupes de Corinthe dépassées doivent s'enfuir. Le siège perdure et Potidée tombe en 429. Le soutien de Corinthe à Potidée et d'Athènes à Corcyre, contraire aux conditions de la paix de Trente ans, est l'une des causes directes conduisant à la guerre du Péloponnèse.

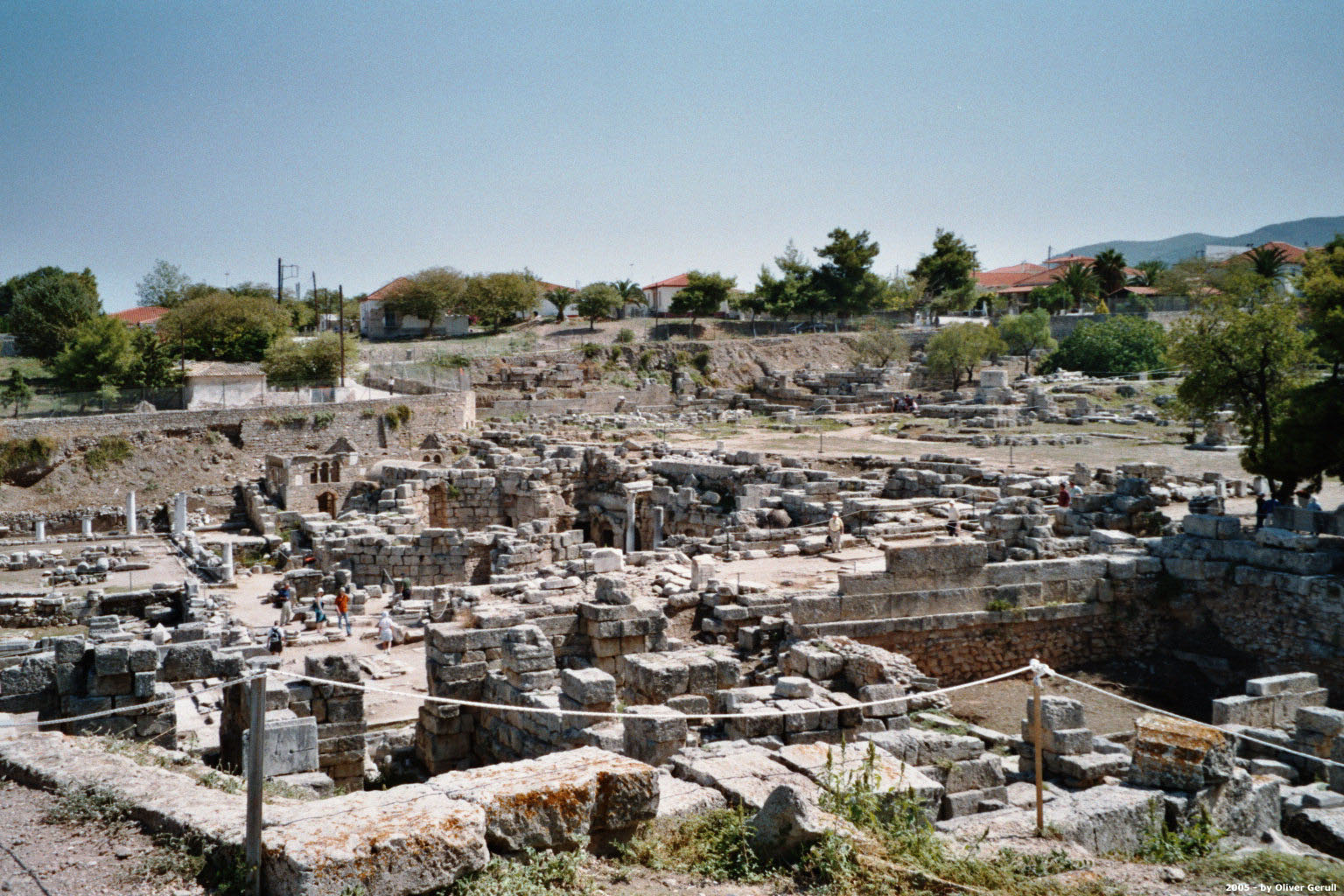
Ruines de Corinthe.

Corinthe, avec le soutien de Mégare à qui Athènes a fermé son marché, appelle alors Sparte à la guerre contre Athènes en 431. Sparte accède aux demandes, marquant ainsi le début de la guerre du Péloponnèse. Durant la guerre, Athènes conquiert les colonies corinthiennes de Sollion en 431, d'Anactorion en 425. La colonie d’Ambracie est détruite en 426. La mort de l’athénien Cléon et du spartiate Brasidas, partisans farouches de la guerre, permet aux modérés de faire entendre leur voix, et la paix entre Athènes et Sparte est jurée. Mais Corinthe refuse de signer la paix de Nicias en 421, car le traité ne permet pas à Corinthe de récupérer ses colonies perdues. La paix est fragile et le conflit se fait indirect. Corinthe, non satisfaite par la paix, reproche à Sparte de ne pas défendre suffisamment les intérêts de la cité. Corinthe cherche à former une nouvelle alliance avec Argos. La nouvelle confédération accueille par la suite les cités de Mantinée, d’Elis et quelques cités de Chalcidique. Mais Sparte n’entend pas les choses ainsi et débute de nouvelles négociations afin de renouer avec Corinthe.
Les cités d’Argos, d'Élis et de Mantinée se retournent vers Athènes, en 418, qui cherche à étendre son influence dans le Péloponnèse et essaie d’endiguer Sparte dans ses territoires par le jeu d’alliances. Cette alliance défensive fait resurgir les tensions entre Sparte et Athènes. Sparte envoie son armée sur Mantinée. Corinthe apporte son aide à Sparte lors de la bataille de Mantinée, 418 av. J.-C., qui défait Athènes. Cette victoire permet à Sparte de retrouver une influence totale sur le Péloponnèse.
En 414, Athènes mène l’expédition de Sicile. Corinthe participe à la défense de Syracuse, son ancienne colonie. Corinthe brise le blocus et défend victorieusement le port de Syracuse contre la flotte athénienne. Cette expédition est un désastre militaire pour Athènes. Plus de 200 navires et 50 000 soldats sont perdus. En 413, Corinthe porte un coup fatal aux positions occidentales de la flotte athénienne devant Naupacte, puis au large d’Érinéos d'Achaie. Malgré ses efforts pour relever sa flotte, Athènes est définitivement battue en 405 lors de la bataille d'Aigos Potamos par la flotte spartiate, conduisant l'année suivante à la fin de la guerre du Péloponnèse. Corinthe, ainsi que Thèbes, demande la destruction d'Athènes, ce que Sparte refuse. Sparte se montre relativement clémente vis-à-vis d'Athènes et accepte un armistice qui ordonne la destruction des Longs Murs et de la flotte athénienne. Au sortir de la guerre du Péloponnèse, Sparte a accru son hégémonie sur tout le monde grec.

#### La guerre de Corinthe
La décision spartiate d'épargner Athènes a pour conséquence de dégrader les relations entre Corinthe et Sparte. La position stratégique de Corinthe sur la route qui mène vers le nord de la Grèce aggrave les hostilités entre Corinthe et Sparte. De plus, le soutien apporté par Sparte à Denys l'Ancien à Syracuse, comme son intrusion dans les affaires asiatiques, contrarie énormément Corinthe et Athènes. L’hostilité contre Sparte est de plus appuyée politiquement par les démocrates à Corinthe. Afin de lutter contre l’hégémonie spartiate, Corinthe, Thèbes, Athènes et Argos s’allient, encouragées par le satrape Tissapherne à la suite de l'expédition des Dix Mille conduite par Sparte. Ces événements conduisent à la guerre de Corinthe. Les coalisés, dont Corinthe prend la tête, installent un conseil à Corinthe, auquel se joignent bientôt les Eubéens, les Acarnaniens, les Leucadiens et la Chalcidique,.

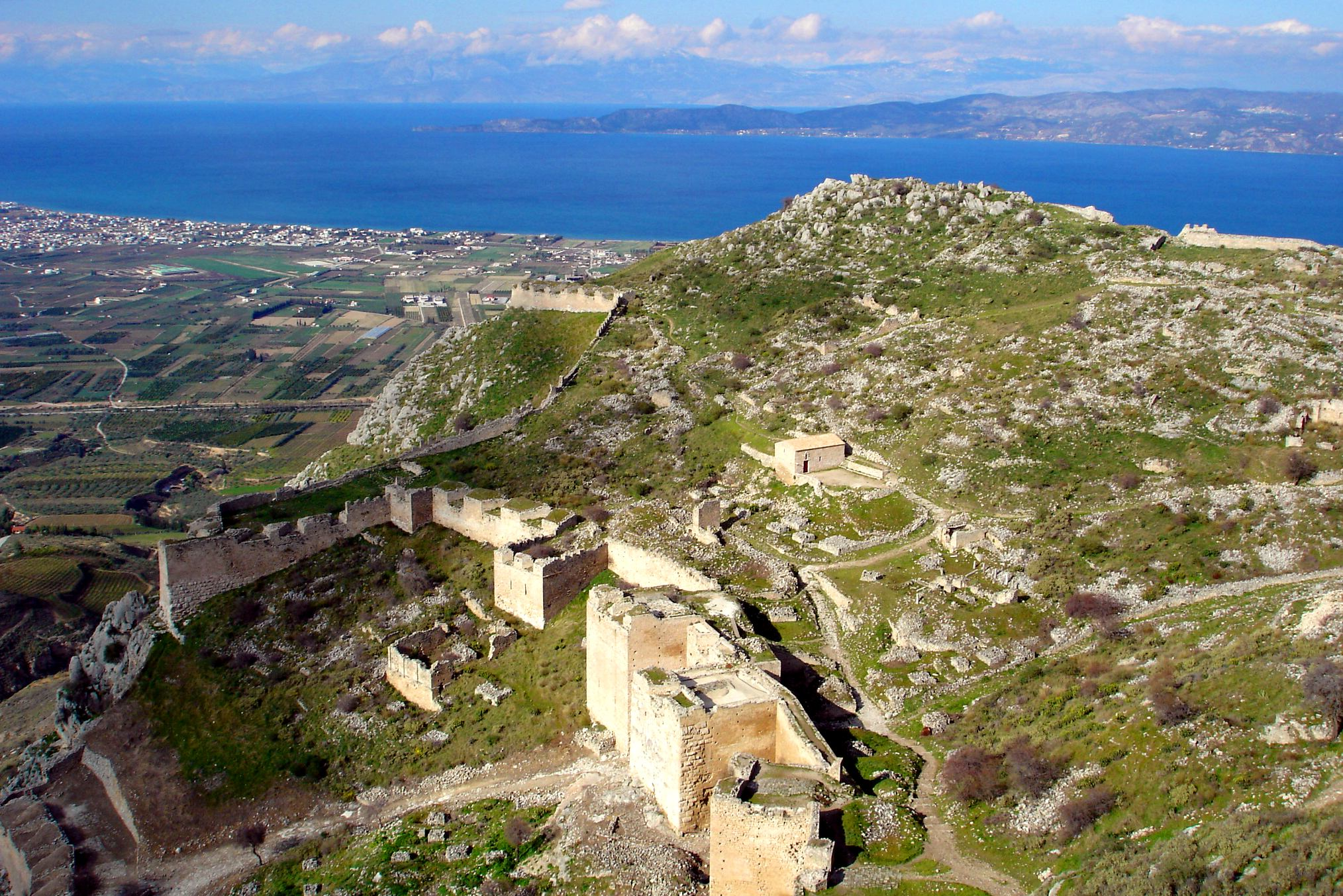
L'Acrocorinthe vue vers le nord.

Malgré une cuisante défaite de leur flotte face aux Perses et leur allié athénien lors de la bataille de Cnide, la guerre tourne initialement à la faveur des Spartiates lors des batailles de Némée en 394 et de Coronée la même année. Mais Sparte ne parvient pas à passer l’isthme de Corinthe, et le conflit se transforme en une guérilla dans la région de Corinthe. Au bout de deux ans de conflit, le corps social de Corinthe vole en éclats. En effet, les aristocrates, dont la fortune repose essentiellement sur l'exploitation de leurs terres, ne veulent plus soutenir le conflit, qui a encore la faveur du peuple. Une guerre civile éclate en 392 et un grand nombre d’aristocrates sont assassinés. Les démocrates prennent le pouvoir et imposent à la cité une sympolitie (sympolitéia/fusion) avec la cité d’Argos. Les murs de leur frontière commune sont démontés. Les Spartiates tentent de s'opposer à cette fusion avec le soutien des oligarques corinthiens, qui s'emparent du port corinthien de Léchaion en 392 puis une seconde fois en 390,, après en avoir été expulsés par les athéniens lors de la bataille de Léchaion en 391. Mais le stratège athénien Iphicrate harcèle les Spartiates et leur reprend un grand nombre de positions autour de Corinthe, à défaut de Léchaion. Sur mer, les Athéniens, sous l'impulsion de Conon, se lancent à la reconquête de leur ancien empire maritime. Ils reconquièrent de nombreuses îles (Skyros, Imbros, Lemnos) et s'allient avec des adversaires de la Perse (Évagoras de Chypre et le pharaon Achôris). Cette politique inquiète les Perses qui retournent leur alliance en faveur de Sparte. Ce retournement incite les protagonistes à négocier la paix, démontrant le nouveau poids de la Perse dans les affaires grecques. En effet, les négociations sont arbitrées de facto par le roi de Perse.
La menace d'intervention de la Perse incite tous les belligérants à négocier la paix. L'intervention perse dans les conflits grecs inspire la première Paix commune (Koiné eiréne). Elle veille à garder un certain équilibre entre les cités grecques afin d'éviter la montée en puissance de l'ennemi potentiel qu'est la Perse. Cette première Koiné eiréné prend le nom de paix du Roi ou paix d'Antalcidas, en 386, conclue en faveur de Sparte. La Perse recouvre son autorité sur les cités d'Asie, tandis que l’autonomie des cités grecques est proclamée sous la protection de Sparte. Athènes conserve Skyros, Imbros et Lemnos. La Confédération béotienne est dissoute. Sous la pression de Sparte, les clauses de paix imposent la rupture de la sympolitie entre Corinthe et Argos. Les oligarques reprennent le pouvoir, et la cité réintègre la ligue Péloponnésienne. Sparte est alors, à la fin des années 380, à l'apogée de sa puissance,. À la suite de la guerre de Corinthe, les Grecs n'interviendront plus en Asie avant la montée en puissance de la Macédoine avec Philippe II de Macédoine et Alexandre le Grand.

#### Fin de la période classique

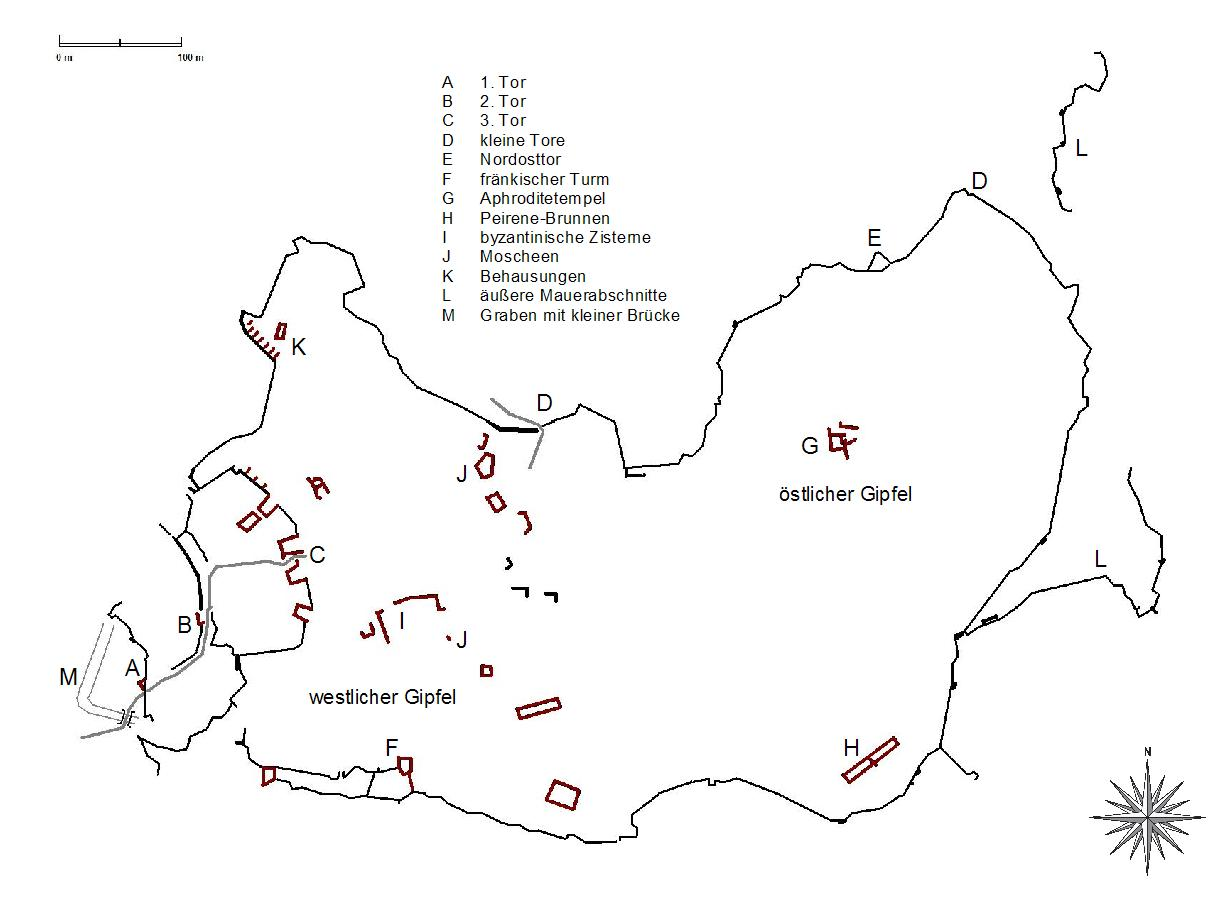
Plan de l'Acrocorinthe.

En 379, de retour dans la ligue du Péloponnèse, Corinthe soutient Sparte dans la guerre contre Thèbes, qui veut disloquer la ligue et reconstruire sa Confédération. Dans le même temps, Athènes cherche aussi à reconstruire sa puissance avec la seconde confédération athénienne, créant un troisième pôle de gravité avec Sparte et Thèbes. Mais Thèbes résiste et soumet toute la Béotie entre 379 et 371. Initialement soutien des Thébains, Athènes s'allie avec les lacédémoniens lors du congrès de Sparte en 371, isolant ainsi Thèbes. La victoire thébaine lors de la bataille de Leuctres permet à la cité béotienne de briser l’hégémonie spartiate. La puissance de Thèbes est telle qu'elle sera la première cité grecque à prendre et à piller la cité de Sparte en 370. La campagne d'Épaminondas dans le Péloponnèse permet à la Messénie de se libérer du joug spartiate. La défaite spartiate attise la volonté d'indépendance des démocrates corinthiens qui veulent chasser les soldats spartiates de la cité, mais l'aristocratie s'y oppose et maintient son soutien aux Lacédémoniens.
En 369, Thèbes cherche à conquérir Corinthe, qui résiste au pied de ses murs avec l’aide des troupes athéniennes de Chabrias. Thèbes cherche un arbitrage favorable de la part du roi de Perse Artaxerxès II, qui convoque les représentants des cités grecques à Suse. Les conditions de paix sont particulièrement défavorables pour Athènes et pour Sparte et ses alliés. Mais Thèbes fait pression sur les cités pour qu'elles acceptent les conditions en commençant par Corinthe. En 366, Corinthe refuse catégoriquement les clauses du rescrit de Suse, bientôt suivie par les autres cités. L'année suivante, en 365, Corinthe, usée par la guerre, accepte finalement de reconnaître l'indépendance de la Messénie aux dépens de Sparte et conclut une paix séparée avec Thèbes,. Pourtant, devant l’insistance de Thèbes à maintenir sa présence dans le Péloponnèse, Corinthe participe en 362 avec Sparte à la bataille de Mantinée. La victoire thébaine est ternie par la mort de leur général Épaminondas, qui contraint la cité à demander une paix qui est conclue en -362/-361. La mort du chef thébain met fin à la domination de Thèbes. Sparte vaincue et Thèbes sans meneur, les deux cités ne seront pas en mesure de s’opposer à l’ascension de la Macédoine.
Au IVe siècle, la vie politique de la cité continue à être particulièrement mouvementée et souffre de nombreux stasis et coups de force. Vers 366-365, Timophane, militaire et homme politique issu d'une grande famille corinthienne, se voit confier une troupe de cavalerie de 400 hommes pour la défense de la cité, mais il se sert de ses troupes pour prendre le pouvoir. Après avoir éliminé ses opposants dans un bain de sang, il tente d'imposer un régime tyrannique à Corinthe, mais son frère Timoléon, après avoir tenté de l'en dissuader, l'en empêche et le tue avec l'aide de complices.
Dans les années qui suivent, Corinthe s’intéresse aux affaires de son ancienne colonie de Syracuse. En 345, Corinthe envoie Timoléon à la tête d'une armée de mercenaires rétablir une situation alarmante en Sicile devant la menace Carthaginoise et l'incapacité de Denys le Jeune à éteindre les troubles qui traversent l'île. Le Corinthien parvient à rétablir la situation. Il fait exiler Denys le Jeune à Corinthe, vainc l'expédition militaire carthaginoise en Sicile et conclut la paix avec Carthage. Il relève la cité en faisant venir des colons de toute la Grèce entre 344 et 337.
En 343, Sparte et Thèbes très affaiblies, Corinthe, devant la montée en puissance du royaume de Macédoine et sous l'impulsion de Démosthène, s'allie avec Athènes. En 338, les troupes de Corinthe font partie de l'armée coalisée autour d'Athènes pour s'opposer à Philippe II, dont les troupes ont envahi les terres. La victoire de Philippe à la bataille de Chéronée, 338 av. J.-C., marque le début de l'hégémonie de la Macédoine sur toute la Grèce. Lors de la venue de Philippe dans le Péloponnèse, Corinthe conclut un traité de paix avec lui. Ce dernier convoque les cités grecques à Corinthe afin de conclure une Koiné eiréne. Toutes les cités acceptent hormis Sparte. Elles sont intégrées dans la ligue de Corinthe dont Philippe prend la tête. La ligue vise à stabiliser la Grèce d'une part et unifier les Grecs contre la Perse que Philippe veut conquérir. Après la révolte de Thèbes en 335, Corinthe doit accueillir une garnison de soldats macédoniens en son sein. Corinthe devient alors l'une des principales bases d'appui macédoniennes en Grèce.

### La période hellénistique

Le monde égéen vers 200 av. J.-C.

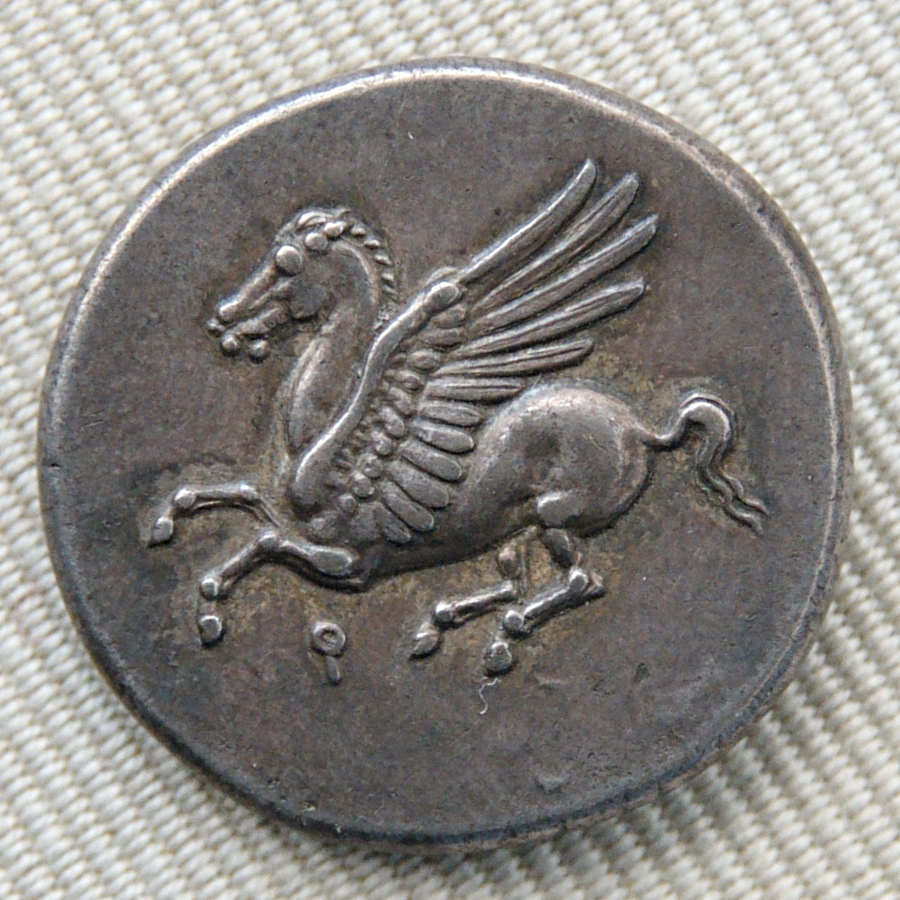
Tridrachme en argent de Corinthe, v. 308-306 av. J.-C.

Au cours de la période hellénistique, Corinthe, comme beaucoup d'autres cités grecques, ne recouvre jamais totalement son autonomie. Les successeurs d'Alexandre le Grand se battent pendant de nombreuses années pour recueillir l'héritage d'Alexandre, et Corinthe est régulièrement le champ de bataille des Antigonides de Macédoine et d'autres puissances hellénistiques. Pendant le règne d'Alexandre et jusqu'en 319 elle est sous l'influence d'Antipater. Puis à la mort de celui-ci la ville passe sous l'influence de Polyperchon et son fils Alexandros. En 314, Alexandros est assassiné et sa femme Cratesipolis (titre qui signifie « Preneuse de ville », on ignore son véritable nom) prend sa suite. Elle devient donc souveraine de Corinthe et de Sicyone (entre autres) jusqu'en 308, où elle cède la ville à Ptolémée Ier, qui se présentait comme le libérateur de la Grèce du joug des Antigonides. Cassandre reprend la ville en 307 puis la perd au profit de Démétrios en 304.
Corinthe reste sous le contrôle des Antigonides pendant un demi-siècle. Après 280, Cratère, historien fils du général macédonien Cratère, est nommé gouverneur de Corinthe. À sa mort en 263 Alexandre, son fils, prend le pouvoir dans la cité. Vers -253/-252, il accepte l’or de Ptolémée II et conteste la suprématie macédonienne. Subventionné par les Ptolémées, il cherche l'indépendance de la cité et impose de plus en plus un régime tyrannique. La perte de Corinthe et de l’Eubée est un coup violent porté à l'hégémonie macédonienne sur la Grèce. Antigonos II Gonatas tente de la récupérer en développant une alliance avec Athènes, Argos et Sicyone, mais Alexandre réussit à convaincre Sicyone de s'allier à lui, puis à la ligue achéenne. Occupé par une offensive de son rival Ptolémée dans les Cyclades, Antigonos est incapable de défendre ses positions. En 249, Alexandre obtient des victoires sur Athènes et Argos et, l'année suivante, il peut forcer ses ennemis à accepter une trêve. Au faîte de sa puissance, Alexandre meurt en 247, dans des circonstances qui ont conduit ses contemporains à croire qu'il avait été empoisonné par Antigonos.
Sa veuve, Nicée, prend le contrôle de ses biens, mais après la mort de son protecteur Ptolémée Philadelphe en 246 sa position est affaiblie. Antigonos obtient une victoire navale sur ses ennemis et peut retourner ses forces vers Corinthe. Nicée accepte de se marier au fils et héritier d'Antigonos, Démétrios II de Macédoine. Au cours des célébrations de mariage à l'hiver -245, Antigonos arrive à prendre la garnison de l’Acrocorinthe et le contrôle de la cité. La domination macédonienne tourne court deux ans plus tard. En -243, Aratos de Sicyone, par une attaque surprise, capture la forteresse de l'Acrocorinthe et convainc les citoyens de rejoindre la ligue achéenne. Mais l’ingérence romaine dans les affaires grecques et le renouveau spartiate en lutte contre la ligue conduisent Aratos à demander l'aide du Macédonien Antigonos III Doson qui récupère Corinthe en échange en 224.
Lors de la deuxième guerre macédonienne, en 197, Corinthe, dans le giron macédonien, devient un enjeu de la lutte entre Rome et Philippe V. Son territoire est ravagé et pillé par Rome et ses alliés, la ligue achéenne et Pergame, et la cité est assiégée. Le consul Titus Quinctius Flamininus vainc Philippe V à la bataille de Cynoscéphales, en 197 av. J.-C.. Philippe doit rendre les terres conquises aux cités grecques. Accueilli en héros et libérateur et épris de culture grecque, Flaminimus proclame la liberté des cités grecques à Corinthe lors des jeux isthmiques en 196. Malgré ces déclarations, la ville est occupée par une garnison de soldats romains et réintégrée dans la ligue achéenne, alliée de Rome. Sous la direction de Philopœmen, les Achéens prennent le contrôle de l'ensemble du Péloponnèse et font de Corinthe la capitale de leur confédération.

### La période romaine

#### La destruction de Corinthe et sa refondation

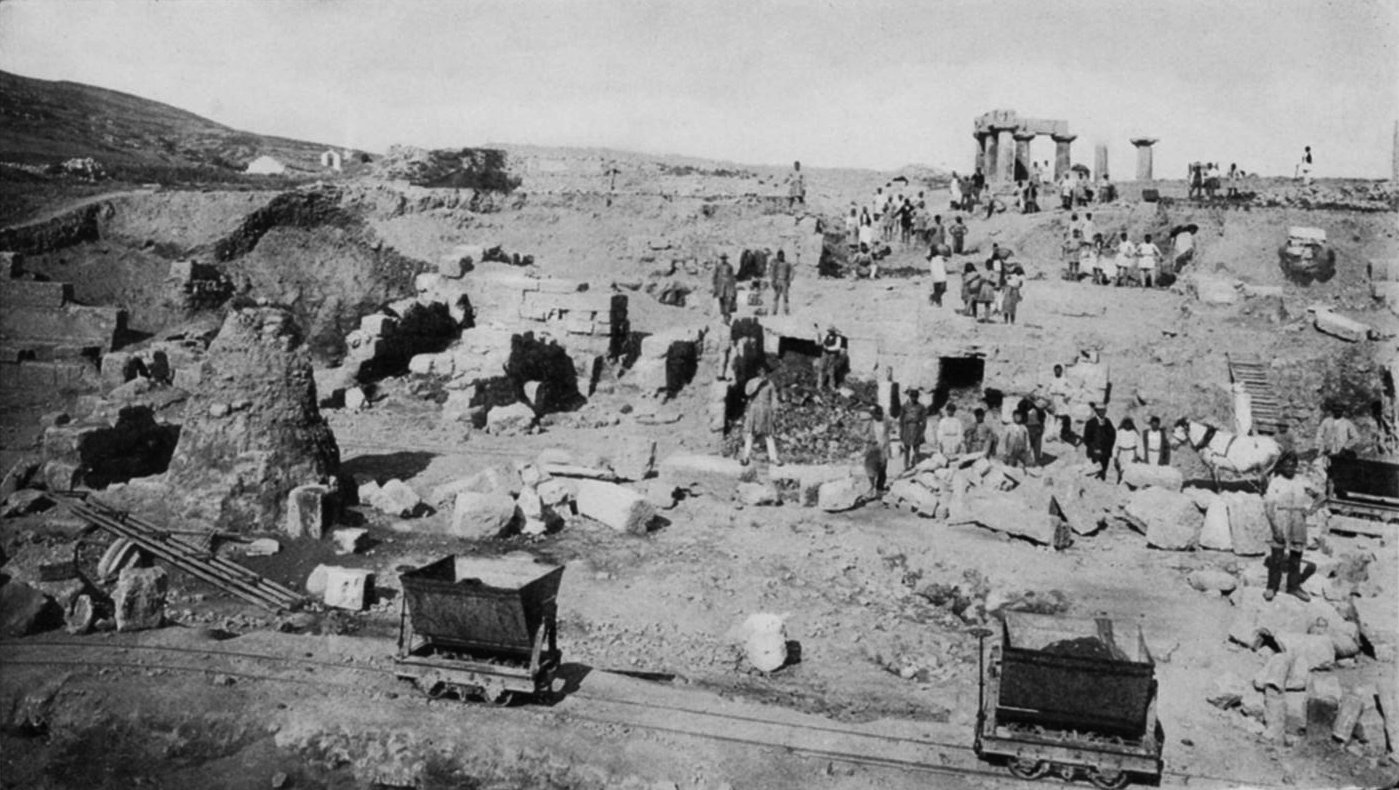
Site archéologique de Corinthe (1898).

Après avoir évacué le danger séleucide avec la paix d'Apamée et vaincu Carthage, Rome peut se concentrer sur la Grèce. Le conflit qui oppose Rome à son ancien allié, la ligue achéenne, a pour origine un différend entre Athènes et Oropos. Son règlement passe par l’assemblée de la ligue située à Corinthe. Cette dernière va cristalliser les antagonismes et conduire la ligue et Corinthe à sa perte. En effet, devant les tergiversations de la ligue, les Romains finissent par prendre position en faveur de l’autonomie de certaines cités de la ligue dont Corinthe. La cité d'Héraclée de Trachis profite de l’occasion pour faire sécession, ce qui conduit la ligue à mobiliser une armée pour la reprendre. En 146, Rome déclare la guerre à la ligue achéenne, et après plusieurs victoires sur les forces de la ligue lors de l'été de cette année, les Romains, avec à leur tête le consul Lucius Mummius Achaicus, assiègent Corinthe. Le général achéen Diaeus organise la défense contre Rome, mais sans réussite. Après la bataille de Corinthe en 146 av. J.-C. et la prise de la cité, Mummius fait exécuter tous les hommes et vend les femmes et les enfants comme esclaves avant d’incendier la ville,, fait d'armes pour lequel il reçut le surnom « Achaïcus », vainqueur de la Ligue des Achéens. La destruction de Corinthe est sans doute due à la crainte des Romains d'une résurrection de l’opposition corinthienne et à la volonté de faire un exemple en effaçant son identité. Son territoire est effet intégré à l'Ager Publicus dont une partie passe sous contrôle de Sicyone,. Cet épisode marque la fin définitive de l'indépendance de la cité.
La cité cesse d'exister pendant près d'un siècle et son territoire est administré par Sicyone. Bien qu'il existe des traces archéologiques preuves de l’existence d’un certain nombre d'habitations dans les années qui suivent sa destruction, Jules César, qui veut lancer un grand programme colonial, refonde la ville comme Colonia Laus Iulia Corinthiensis (colonie de Corinthe en l'honneur de Jules) en -44, peu avant son assassinat. Les premières années de la renaissance de Corinthe sont particulièrement difficiles. La cité est ballottée d'un camp à l'autre au gré de l'évolution de la guerre civile romaine qui suit l'assassinat de Jules César. Entre 44 et 30, la cité ne peut réellement prospérer. Avec la Pax Romana, et sous l'impulsion des Romains, Corinthe est reconstruite et redevient une grande ville du sud de la Grèce et de l’Achaïe. Patronnés par l'empereur, les jeux isthmiques sont à nouveau autorisés, démontrant le retour d'une certaine prospérité,. Sous le règne du premier empereur romain, Corinthe reconstruit les temples d'Héra Akraia, d'Apollon et d'Aphrodite, un théâtre ainsi qu'un ensemble de boutiques au nord-ouest de l'Agora. La population hétérogène de la cité est essentiellement composée de Romains, de Grecs et d'une communauté juive chassée de Rome par l'empereur Claude.
Corinthe est aussi mentionnée plusieurs fois dans le Nouveau Testament, en grande partie dans le cadre de la mission de l'apôtre Paul de Tarse. La tradition veut que l’Église de Corinthe ait été fondée par saint Paul, ce qui en fait un siège apostolique. Paul écrit au moins deux épîtres à la communauté chrétienne, la première épître aux Corinthiens et la deuxième épître aux Corinthiens. La première épître reflète parfois le conflit entre l'Église chrétienne prospère et la communauté environnante. Lorsque l'apôtre Paul arrive à Corinthe vers 51 ou 52, Gallion, frère de Sénèque, est proconsul de la province d'Achaïe, dont la capitale est Corinthe. Paul réside dans la cité dix-huit mois (voir Actes 18:1-18) où il devient un familier de Priscille et Aquila avec qui il travaille et voyage.
La cité qui a prospéré au début du Ier siècle apr. J.-C., en particulier grâce à l'action de Claude, connaît son apogée sous Néron. L'empereur romain, épris de culture grecque, témoigne de cette évolution lors de son voyage en Grèce à partir de 66. En 67 il proclame la liberté des Grecs aux jeux isthmiques à Corinthe, comme Titus Quinctius Flamininus l'avait fait deux siècles auparavant. Les ports de Léchaion et de Cenchrées sont aussi reconstruits ainsi que le sanctuaire d'Isthmia. L’attitude de Vespasien vis-à-vis de la cité est plus ambigüe. Il lui retire en effet le droit de frapper la monnaie, peut-être comme mesure de rétorsion en raison de troubles dans la cité. Mais à la suite d'un tremblement de terre de 77 qui touche Corinthe il favorise la reconstruction et refonde la cité comme Colonia Iulia Flavia Augusta. À la fin du Ier siècle apr. J.-C., Corinthe, qui est devenue une capitale de la province d'Achaïe, redevient une métropole régionale à l'image de ce qu'elle fut au sein de la ligue achéenne et de son glorieux passé. La cité a enfin retrouvé la prospérité.

#### La cité à la fin de l'Antiquité

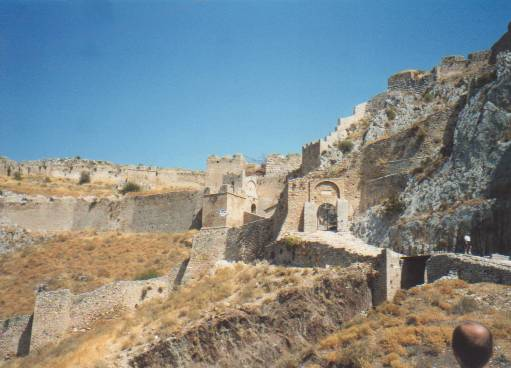
Fortifications byzantines sur l'Acrocorinthe

Au IIe siècle apr. J.-C., on possède très peu d'information sur la cité. La réfection des thermes d'Euryclès a lieu sous le règne de Trajan, celui du théâtre d'Hérode Atticus sous Antonin le Pieux. Quelques constructions sont aussi attestées comme celle d'un aqueduc apportant l'eau du lac Stymphale et celles des temples dédiés à Héraclès et à Posséidon sous Commode. Ces travaux attestent d'une certaine richesse de la cité, due principalement à une grande production artisanale et une activité commerciale très dynamique. Des traces archéologiques de l’application de l'édit du Maximum au tournant du IIIe siècle ont aussi été retrouvées à Corinthe.
Lors de la scission de l'empire en 395, la cité passe dans l'Empire romain d'Orient sous domination byzantine. La ville est en grande partie détruite dans les tremblements de terre de 365 et 375. En 396, Corinthe est pillée par Alaric lors de son invasion de la Grèce. Après ces catastrophes, la ville est reconstruite une seconde fois, mais la cité couvrait une superficie beaucoup plus petite que précédemment. Quatre églises sont construites dans la ville proprement dite, une autre sur la citadelle de l'Acrocorinthe et une basilique monumentale au port de Lechaion. Pendant le règne de l'empereur Théodose II, entre 408 et 450, on commence la construction d'un grand mur de pierre à partir du golfe Saronique jusqu'au golfe de Corinthe, pour la protection de la ville et de la péninsule du Péloponnèse, afin de faire face aux invasions barbares du nord. Pour son édification, on utilise les pierres de nombreuses constructions de Corinthe. Le mur de pierre est long d'environ dix kilomètres et on le nomme mur de l'Hexamilion (« six miles » = dix kilomètres). La structure est renforcée avec des tours supplémentaires sous le règne de Justinien.

## Personnalités
- Sisyphe (XVe siècle), fondateur mythique de la cité et premier roi de Corinthe.
- Bacchis (Xe siècle), roi de Corinthe et fondateur de la dynastie des Bacchiades.
- Télestès (VIIIe siècle), roi de Corinthe.
- Archias de Corinthe (VIIIe siècle), fondateur mythologique de Syracuse.
- Eumélos de Corinthe (VIIIe siècle), poète.
- Cypsélos (VIIe siècle), premier tyran de Corinthe.
- Périandre (VIIe siècle), second tyran de Corinthe.
- Xéniade (Ve siècle), philosophe.
- Dinarque (IVe siècle), orateur et logographe.
- Diogène de Sinope, (IVe siècle), philosophe.
- Euphranor (IVe siècle), sculpteur et peintre.

### Sources primaires antiques
- Diodore de Sicile (trad. Jean-Chrétien-Ferdinand Hœfer), Bibliothèque historique, Paris, Librairie L. Hachette et Cie., 1865 (lire en ligne)
- Diogène Laërce (trad. Ch. Zevort), Vies, doctrines et sentences des philosophes illustres, Paris, Charpentier, Libraire-Éditeur, 1847 (lire en ligne)
- Florus (trad. Désiré Nisard), Abrégé d'Histoire romaine, Paris, Firmin Didot, 1865 (lire en ligne)
- Hérodote (trad. Pierre-Henri Larcher), Histoires, Paris, Charpentier, Libraire-Éditeur, 1850 (lire en ligne)
- Pausanias (trad. M. Clavier), Description de la Grèce, Paris, Société Royale Académique des Sciences, 1821 (lire en ligne)
- Plutarque (trad. Dominique Ricard), Vies parallèles des hommes illustres, Paris, Didier, Libraire-Éditeur, 1844 (lire en ligne)
- Strabon (trad. Amédée Tardieu), Géographie, Paris, Librairie L. Hachette et Cie., 1867 (lire en ligne)
- Thucydide (trad. François-Dominique Fournier), Histoire de la guerre du Péloponnèse, Paris, Librairie Garnier Frères (lire en ligne)
- Tite-Live (trad. Désiré Nisard), Periochae, Paris, Firmin Didot, 1869 (lire en ligne)
- Xénophon (trad. Eugène Talbot), Les Helléniques, Paris, Librairie L. Hachette et Cie., 1859 (lire en ligne)

### En français

#### Articles
- 1942 : Paul Cloché, « La politique extérieure d'Athènes de 462 à 454 avant J.-C. », L'Antiquité classique, vol. 11, nos 11-1,‎ 1942, p. 25-39 (lire en ligne, consulté le 9 mai 2015)
- 1942 : Paul Cloché, « La politique extérieure d'Athènes de 462 à 454 avant J.-C. (suite) », L'Antiquité classique, vol. 11, nos 11-2,‎ 1942, p. 213-233 (lire en ligne, consulté le 9 mai 2015)
- 1988 : Olivier de Cazanove, « La chronologie des Bacchiades et celle des rois étrusques de Rome », Mélanges de l'Ecole française de Rome. Antiquité, vol. 100, no 2,‎ 1988, p. 615-648 (lire en ligne, consulté le 9 mai 2015)
- 2011 : Jacques Dumont, « Corinthe », Encyclopédie Universalis,‎ 2011 (lire en ligne, consulté le 9 mai 2015)

#### Monographies
- 1811 : Pierre-Charles Levesque, Études de l'histoire ancienne et de celle de la Grèce, vol. IV, Paris, Fournier, 1811, 507 p. (lire en ligne)
- 1852 : Connop Thirlwall (trad. Adolphe Joanne), Histoire des origines de la Grèce ancienne, Paris, Paulin, 1852, 588 p. (lire en ligne)
- 1854 : M.E. (d') Eschavannes, Histoire de Corinthe : Relation des principaux événements de la Morée, Paris, Just Rouvier, 1854, 266 p. (lire en ligne)
- 1955 : Édouard Will, Korinthiaka : Recherches sur l'histoire et la civilisation de Corinthe des origines aux guerres médiques (thèse de doctorat), E. de Boccard, 1955, 719 p. (OCLC 490157183, lire en ligne)
- 1967 : André Piganiol, La conquête romaine, P.U.F., 1967, 661 p. (ISBN 978-2-13-047065-6)
- 1968 : Gustave Glotz, La Cité grecque, Albin Michel, coll. « L'évolution de l'humanité », 1968 (1re éd. 1928), 480 p. (ISBN 978-2-226-03345-1)
- 1990 : Marie-Claire Amouretti et Françoise Ruzé, Le Monde grec antique : des palais crétois à la conquête romaine éditeur=Hachette Supérieur, 1990, 320 p. (ISBN 978-2-01-016010-3)
- 1995 : Pierre Carlier, Le IVe siècle grec jusqu'à la mort d'Alexandre, Paris, Seuil, coll. « Points Histoire », 1995, 353 p. (ISBN 2-02-013129-3)
- 1995 : Edmond Lévy, La Grèce au Ve siècle de Clisthène à Socrate, Seuil, coll. « Points Histoire », 1995, 316 p. (ISBN 978-2-02-013128-5)
- 1995 : Jean-Claude Poursat, La Grèce préclassique des origines à la fin du VIe siècle, Seuil, coll. « Points Histoire », 1995, 218 p. (ISBN 978-2-02-013127-8)
- 1997 : Maurice Sartre, Le Haut-Empire romain : Les provinces de Méditerranée orientale d'Auguste aux Sévères 31 av. J.-C.-235 ap. J.-C, Paris, Seuil, coll. « Points Histoire », 1997, 495 p. (ISBN 978-2-02-028153-9)
- 1998 : Michel Kaplan et Nicolas Richer, Le monde grec, Éditions Bréal, 1998, 334 p. (ISBN 978-2-85394-808-1, lire en ligne)
- 1999 : Robert Morkot, Atlas de la Grèce antique : 6500 à 30 av. J.-C., Autrement, coll. « Atlas/Mémoires », 1999, 144 p. (ISBN 978-2-86260-764-1)
- 1999 : Claude Mossé, Dictionnaire de la civilisation grecque, Editions Complexe, 1999, 527 p. (ISBN 978-2-87027-703-4, lire en ligne)
- 1999 : Jean-Michel Carrié et Aline Rousselle, L'Empire romain en mutation des Sévères à Constantin - 192-337, Seuil, coll. « Points Histoire », 1999, 839 p. (ISBN 978-2-02-025819-7)
- 2000 : Marie-Hélène Delavaud-Roux (dir.), Pierre Gontier et Anne-Marie Liesenfelt, Guerres et sociétés : Mondes grecs, Ve – IVe siècles, Atlande, 2000, 960 p. (ISBN 978-2-912232-14-4)
- 2006 : Xavier Bouteiller, Le territoire de Corinthe : Transformations politiques et aménagements du paysage (440 av. J.C.- 96) (thèse de doctorat), Université du Maine, 2006, 328 p. (OCLC 494485120, lire en ligne)
- 2007 : Marie-Françoise Baslez (dir.), Économies et sociétés, Grèce ancienne : 478-88, Neuilly-sur-Seine, Atlande, 2007, 507 p. (ISBN 978-2-35030-051-1)

### En anglais

#### Articles
- 1920 : (en) Carl W. Blegen, « Corinth in Prehistoric Times », American Journal of Archaeology, Archaeological Institute of America, vol. 24, no 1,‎ 1920 (DOI 10.2307/497547, JSTOR 497547)
- 1948 : (en) Thomas J. Dunbabin, « The Early History of Corinth », The Journal of Hellenic Studies, The Society for the Promotion of Hellenic Studies, vol. 68,‎ 1948 (DOI 10.2307/626300, JSTOR 626300)
- 1972 : (en) Stewart Irvin Oost, « Cypselus the Bacchiad », Classical Philology, The University of Chicago Press, vol. 67, no 1,‎ 1972, p. 10-30 (JSTOR 269012)
- 2003 : (en) John C. Lavezzi, « Corinth before the Mycenaeans », dans Corinth : The Centenary: 1896-1996, The American School of Classical Studies at Athens, 2003, 505 p. (ISBN 978-0876610206, JSTOR 4390716)
- 2015 : Timothy E. Gregory, Corinth dans (en) Alexander Kazhdan (dir.), Oxford Dictionary of Byzantium, New York et Oxford, Oxford University Press, 1991, 1re éd., 3 tom. (ISBN 978-0-19-504652-6 et 0-19-504652-8, LCCN 90023208)

#### Monographies
- 1844 : (en) William Smith, Dictionary of Greek and Roman Biography and Mythology, Londres, Taylor and Walton, 1844, 1093 p. (lire en ligne)
- 1967 : (en) Hammond, A History of Greece, Oxford University Press, 1967, « History of Greece, including Corinth from "the early civilizations" (6000–850) to "the splitting of the empire and Antipater's occupation of Greece" (323-321) ».
- 1983 : (en) John Van Antwerp Fine, The Ancient Greeks : A Critical History, Cambridge, Harvard University Press, 1983, 734 p. (ISBN 0-674-03314-0, lire en ligne)
- 1984 : (en) J.B. Salmon, Wealthy Corinth : A History of the City to 338 BC, Oxford, Clarendon Press, 1984, 506 p. (ISBN 978-0-19-814833-3, lire en ligne)
- 1986 : (en) Mario A. Del Chiaro, Corinthiaca : Studies in honor of Darrell A. Amyx, University of Missouri Press, 1986, 182 p. (ISBN 978-0-8262-0617-6)
- 1987 : (en) Michael Grant, The Rise of the Greeks, New York, Macmillan Publishing Company, 1987, 391 p. (ISBN 978-0-297-81768-0)
- 1987 : (en) Donald Kagan, The Fall of the Athenian Empire, New York, Cornell University Press, 1987, 480 p. (ISBN 978-0-8014-1935-5, lire en ligne)
- 1993 : (en) Timothy E. Gregory, The Hexamilion and the Fortress, vol. V, Princeton, American School of Classical Studies, coll. « Isthmia », 1993, 180 p. (ISBN 978-0-87661-935-3)
- 1994-2000 : (en) Matthew Dillon et Lynda Garland, Ancient Greece : Social & Historical Documents from Archaic Times to the Death of Socrates, Routledge, 2000 (1re éd. 1994), 560 p. (ISBN 978-0-415-21755-2, lire en ligne)
- 1997-2005 : (en) Lesley Adkins et Roy A. Adkins, Handbook to Life in Ancient Greece, Facts on File, 2005 (1re éd. 1997), 514 p. (ISBN 978-0-8160-5659-0)
- 2000 : (en) Graham Shipley, The Greek World After Alexander 323-30 BC, Londres, Routledge, 2000, 600 p. (ISBN 978-0-415-04618-3)
- 2007 : (en) Susan E. Alcock et Robin Osborne, Classical Archaeology, Wiley-Blackwell, 2007, 464 p. (ISBN 978-0-631-23419-7)